# Angelino Alfano

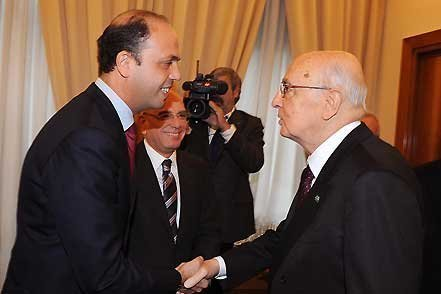
Alfano v roli ministra spravedlnosti si podává ruku s italským prezidentem Napolitanem

Angelino Alfano (* 31. října 1970, Agrigento) je italský středopravicový politik a dlouholetý člen vlád Itálie. V letech 2008 až 2011 byl ministrem spravedlnosti ve čtvrté vládě Silvia Berlusconiho a mezi lety 2013 a 2018 působil ve středolevicových vládách jako vicepremiér (2013-2014), ministr vnitra (2013-2016) a ministr zahraničí (2016-2018).
Byl druhým mužem Lidu svobody Silvia Berlusconiho. S ním se nicméně roku 2013 rozešel a založil vlastní stranu Nová středopravice. Přes silnou počáteční pozici ale jeho nová strana postupně ztrácela podporu i vliv. V parlamentních volbách 2018 už Alfano ani nekandidoval a z politiky odešel.
Civilním povoláním je právník. V roce 1994 vstoupil do strany Forza Italia Silvia Berlusconiho a v roce 2001 se stal poprvé poslancem italského parlamentu.